# Claude Adrien Helvétius

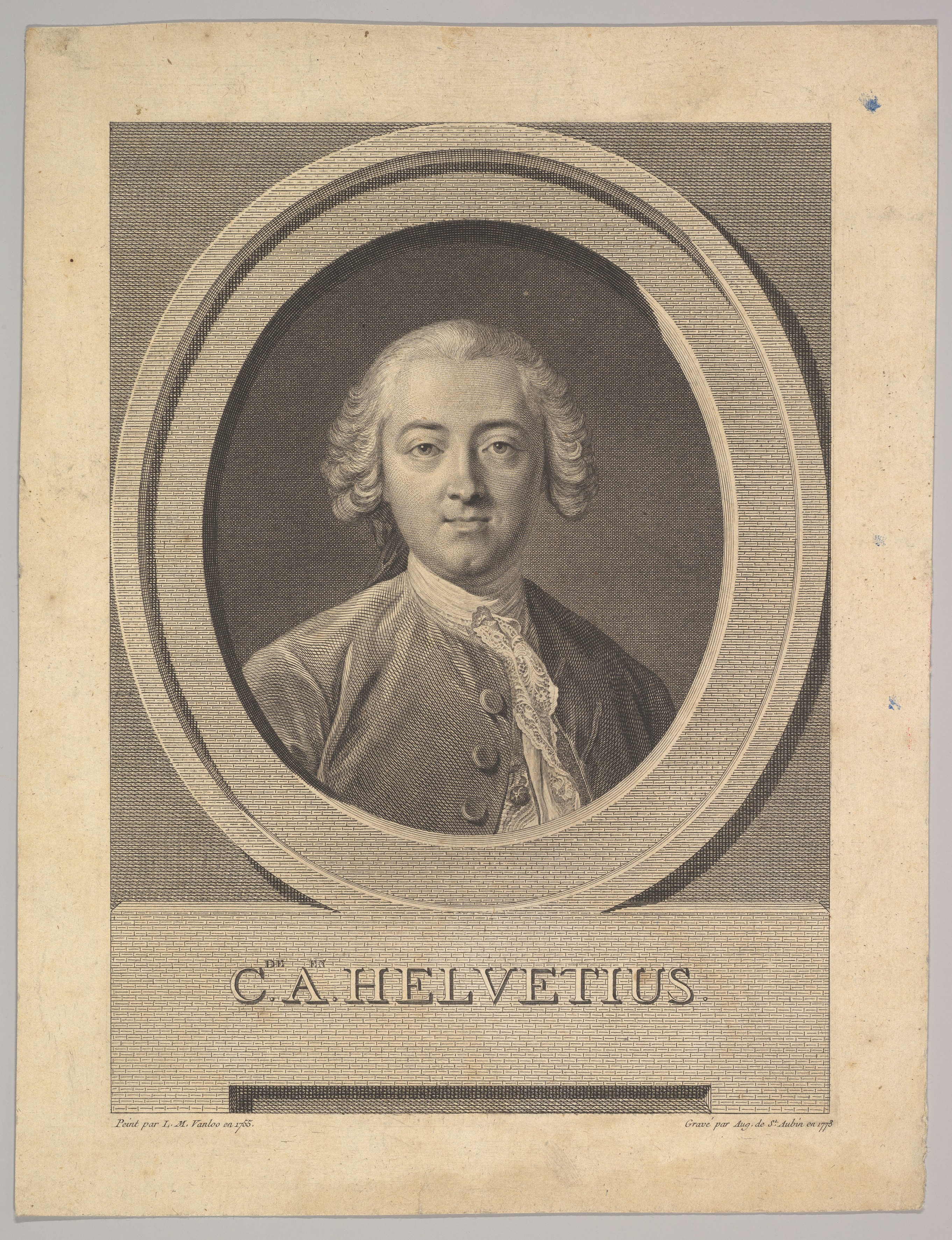
Claude-Adrien Helvétius, Stich von Augustin de Saint-Aubin nach einem Gemälde Louis-Michel van Loos (1772; Metropolitan Museum of Art, New York)

Claude-Adrien Helvétius [kloːd adrijɛ̃  ɛlveˈsjys], eigentlich in der nicht latinisierten Form Claude-Adrien Schweitzer (* 26. Januar 1715 in Paris; † 26. Dezember 1771 in Paris oder auf seinem Landsitz Château de Voré) war ein französischer Philosoph des Sensualismus und Materialismus der Aufklärung. Er war der Ehemann der Salonnière Anne-Catherine de Ligniville Helvétius.

## Leben

### Herkunft und Jugend
Der Urgroßvater Johann Friedrich Helvétius (1630–1709) stammte ursprünglich aus Köthen (Anhalt). Er hatte um das Jahr 1649 Medizin in Harderwijk in Holland studiert und wurde später Leibarzt von Wilhelm III. (Oranien). Sein Sohn Jean Adrien Helvétius (1662–1727) war ebenso Arzt. Er ging nach Paris. Dessen Sohn Jean Claude Adrien Helvétius (1685–1755), der Vater von Claude-Adrien, avancierte zum Leibarzt der Königin. Damit war der Aufstieg der Familie zu den herrschenden Kreisen der absolutistischen Feudalgesellschaft gesichert. Claude-Adriens Mutter war Geneviève Noëlle de Carvoisin (1690–1767).
Als einziger Sohn seiner Eltern wurde der 1715 geborene Claude umsorgt und verwöhnt. Die Aufklärer – Fontenelle und Voltaire – wetteiferten um die Mentorstelle bei diesem frühreifen, glänzend begabten, verheißungsvollen Jüngling. Als strahlende Erscheinung und Tänzer ohnegleichen durchschwärmte er seine Jugend im Taumel der Sinne, zugleich jedoch bemüht, den Anschluss an das geistige Leben zu gewinnen. In der Zeit, in der Helvétius noch als Zögling der Jesuiten zur Schule ging, soll er eines Abends unter der Maske eines berühmten Solotänzers in der großen Oper aufgetreten sein. Diese kühne Eskapade verrät die Sicherheit und das unerschütterliche Selbstgefühl eines von der Natur wie vom Schicksal gleichermaßen verwöhnten Jünglings.
Claude-Adrien Helvétius war ein regelmäßiger Besucher des samstäglichen Gesprächskreises im Club de l’Entresol, welcher von Pierre-Joseph Alary (1689–1770) und Charles Irénée Castel de Saint-Pierre gegründet worden war und von 1720 (resp. 1724) bis 1731 in der Hochparterrewohnung am Place Vendôme in Paris von Charles-Jean-François Hénault (1685–1770) stattfand.

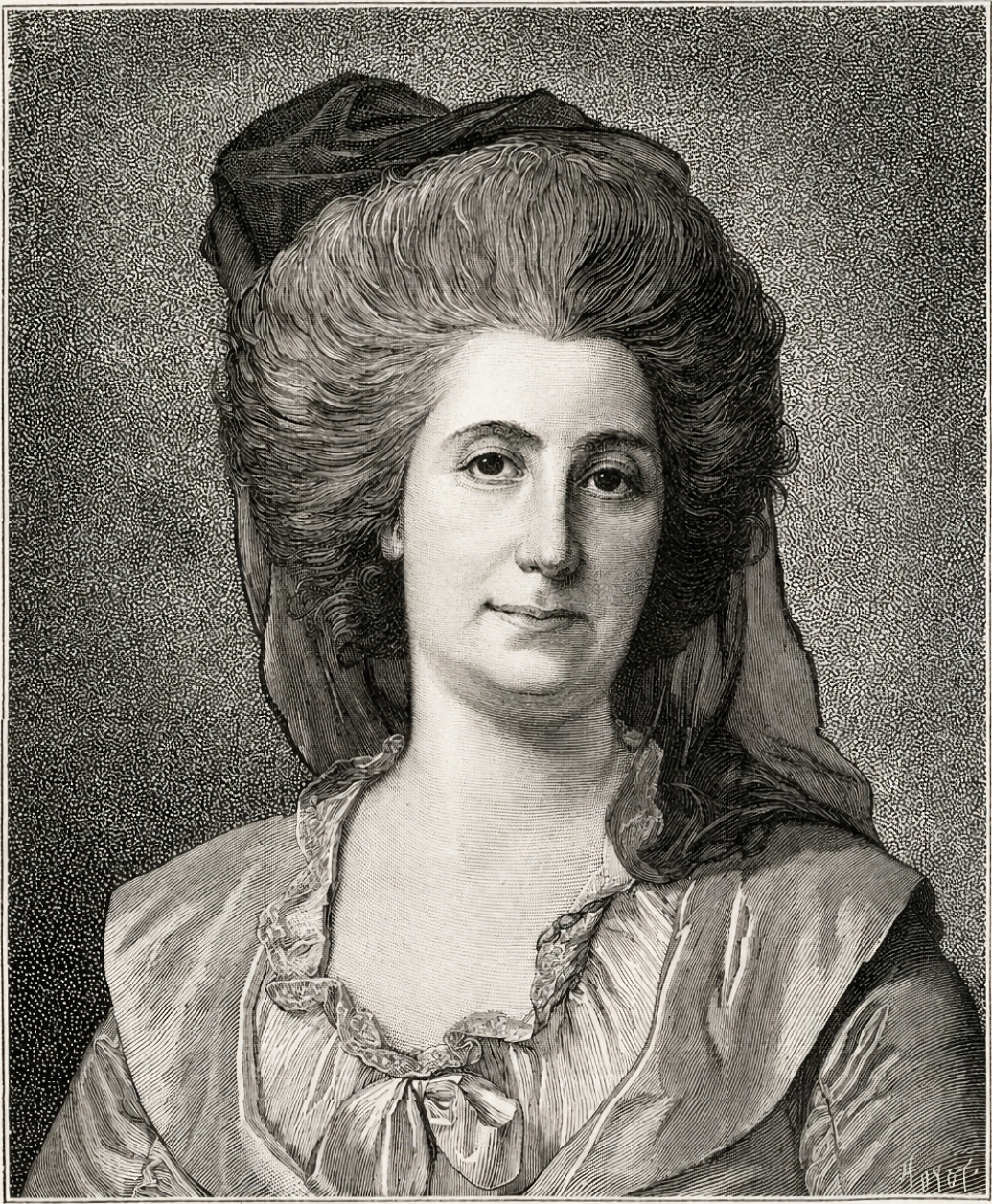
Anne-Catherine de Ligniville Helvétius (1722–1800), die Ehefrau von Claude-Adrien Helvétius

Seit August 1751 war er mit Anne-Catherine de Ligniville Helvétius verheiratet, deren Eltern Jean Jacques de Ligniville d´Autricourt (1694–1769) und Charlotte de Soreau (etwa 1700–1762) waren. Claude-Adrien Helvétius und Anne-Catherine de Ligniville hatten zwei Kinder: Elisabeth-Charlotte und Geneviève-Adelaide (1754–1817).

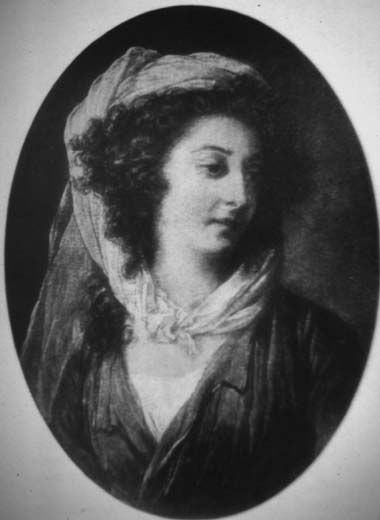
Porträt der Tochter von Claude-Adrien und Anne-Catherine de Ligniville Helvétius, Geneviève-Adélaïde Helvetius, comtesse d’Andlau (1754–1847)

Die erst 1907 veröffentlichten Tagebücher gewähren tiefen Einblick in diese Jugendepoche. „Aus ihnen spricht der Kult einer glühenden Sinnlichkeit, die sich in mythologischen Vergleichen und Bildern spiegelt.“ (Werner Krauss)
Von sehr großem Einfluss auf Helvétius’ weitere Entwicklung blieb Bernard le Bovier de Fontenelle. Durch ihn wurde Helvétius schon früh auf John Lockes Versuch über den menschlichen Verstand und die ästhetischen Schriften des Abbé Dubos aufmerksam. Äußerste Toleranz in erotischen Dingen kennzeichnet Helvétius’ Hauptwerk De l’esprit (Vom Geiste).

### Generalsteuerpächter und Kammerherr der Königin
Helvétius war von seinem Vater für das Finanzfach bestimmt, der ihm das Amt des Hauptsteuerpächters, Ferme générale, kaufte, welches er 1738 im Alter von 23 Jahren antrat. „Das Amt war mit so ungeheuren Einnahmen verknüpft, daß Helvétius es sich leisten konnte, schon im Alter von sechsunddreißig Jahren abzudanken und sich als Schlossherr auf seine Besitzungen von Voré zurückzuziehen.“ (Werner Krauss). Auch nach seiner Amtsniederlegung behielt Helvétius Kontakt zu den obersten Kreisen, indem er Kammerherr der Königin wurde.

### Protagonist der Aufklärung, Ehe
Die meiste Zeit widmete er jedoch seinen Studien. Er stand in engem Kontakt zu anderen Denkern der Aufklärung wie Jean Baptiste le Rond d’Alembert, Denis Diderot, Paul Heinrich Dietrich von Holbach und war häufiger Gast auf dem Château de la Brède von Charles de Secondat, Baron de Montesquieu.

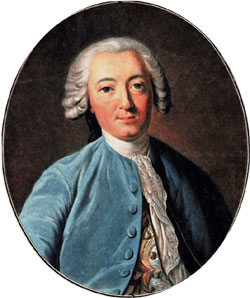
Porträt von Claude-Adrien Helvétius, gemalt von Louis-Michel van Loo (um 1755; unbekannter Ort)

Im Salon der Marquise du Deffand lernte er ihre Nichte Anne-Catherine de Ligniville kennen. Die beiden heirateten 1751 und Minette, wie Anne-Catherine genannt wurde, führte als Madame Helvétius nach dem Tod ihrer Tante fast 50 Jahre lang deren einstigen Salon, später unter dem Namen Kreis von Auteuil (cercle d’Auteuil), in dem die Größen der Zeit verkehrten.

### Der Skandal umDe l’esprit
1758 erschien De l’esprit mit einem königlichen Druckprivileg, avec approbation et privilege du roi, aber anonym in Paris. Helvétius überreichte der königlichen Familie persönlich ein Exemplar. Dennoch widerrief der Staatsrat die Druckerlaubnis. Die gesamte Auflage wurde beschlagnahmt. Helvétius wurde zum Widerruf gedrängt und gab nach anfänglichem Widerstreben nach. Er fühlte sich nicht zum Märtyrer berufen und glaubte, intelligente Leser würden ohnehin die Nichtigkeit dieses Widerrufs erkennen. Durch die Angriffe der Jesuiten, der Sorbonne und des Papstes drohte Helvétius auch persönliche Verfolgung, die er aber aufgrund seiner guten Beziehungen abwehren konnte. So waren es der Erzbischof Christophe de Beaumont von Paris, der am 23. Januar 1758 ein mandement verkündete, gefolgt von einem arret des Parlement in Paris und am 30. Januar 1759 folgte die Indizierung durch Papst Clemens XIII.

### Späteres Leben
Helvétius gelang es, seine guten Beziehungen zum Hof zu bewahren. Im Jahr 1764 unternahm er eine Reise nach England und – in offizieller Mission – nach Preußen, wo er am Hof Friedrichs II. eine ehrenvolle Aufnahme fand. Frankreich und Preußen waren seit dem Siebenjährigen Krieg verfeindet, doch die französische Regierung wollte Möglichkeiten erkunden, wie die Beziehungen verbessert werden könnten.
Nach seiner Rückkehr lebte Helvétius in Paris, wo er am 26. Dezember 1771 starb. Kurz vor seinem Tod war im Dezember 1770 der mit ihm befreundete leitende Minister Étienne-François de Choiseul entlassen worden.

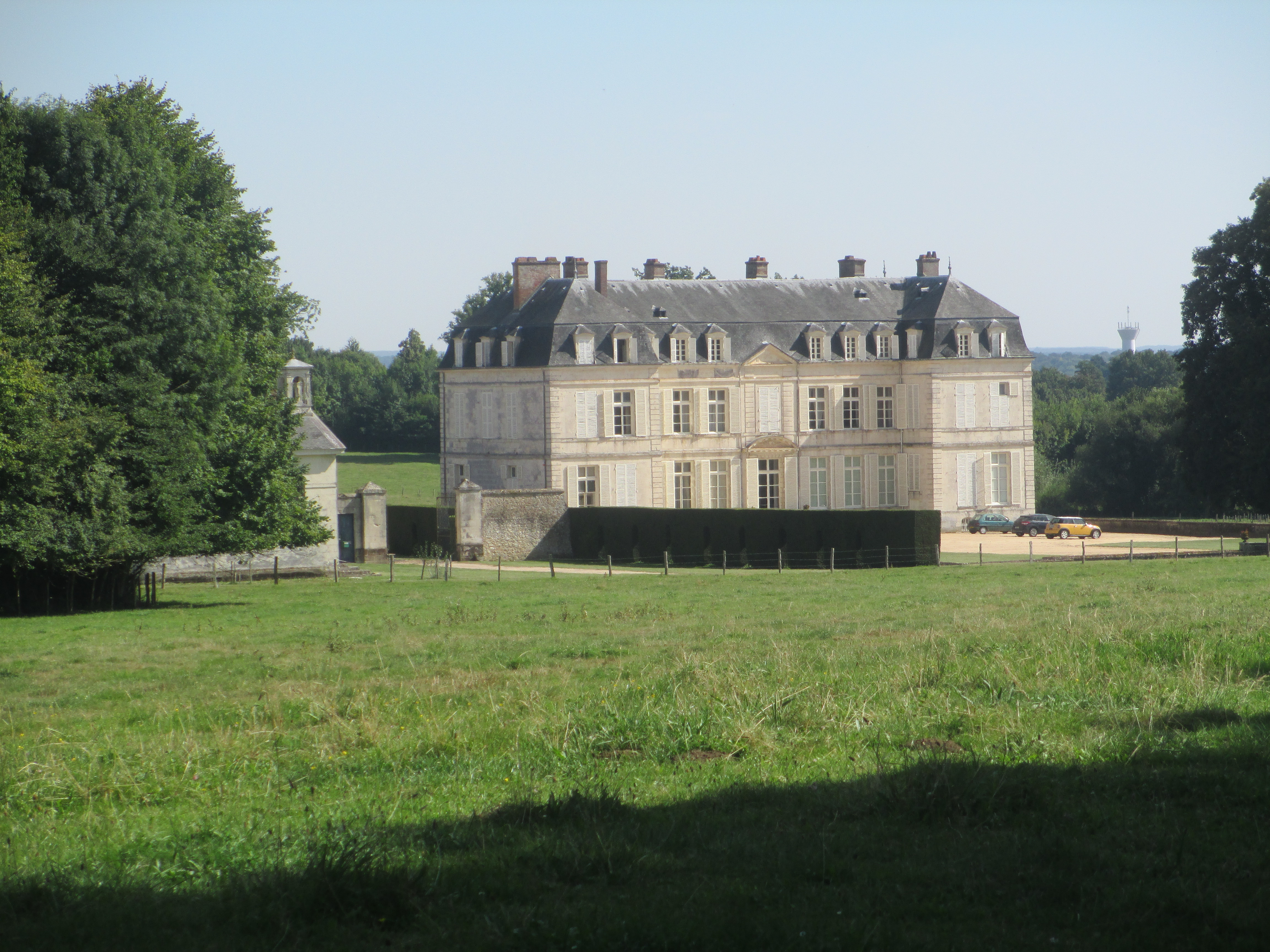
Château de Voré (Collines des Perches, Loir-et-Cher)

Bis zum Tod von Helvétius im Jahre 1771 war Paul Henri Thiry d’Holbach nicht nur häufig an dessen Wohnsitz auf dem Château de Voré (Collines des Perches, Loir-et-Cher) oder in seiner Pariser Stadtwohnung in der rue Sainte-Anne zu Gast, sondern beide waren auch lebenslang miteinander befreundet.
Zusammen mit Jérôme Lalande fasste Helvétius den Plan, eine Philosophenloge zu gründen, erlebte die „Neuf Sœurs“ allerdings nicht mehr. Madame Helvétius wurde nach seinem Tod Großmeisterin der daran angeschlossenen Frauenloge. Diese Freimaurer feierten ihre ersten beiden „Johannisfeste“ 1776 und 1777 im Park des Hauses in Auteuil. Voltaire schrieb in seinem Dictionnaire philosophique über Helvétius: „Ich liebte den Verfasser des Esprit.“ Als Voltaire am 7. April 1778 in dieser Loge angenommen wurde, übergab man ihm als Zeichen besonderer Ehrung Helvétius’ maurerische Kleidung.

## Werk

### Erkenntnistheorie
Helvétius ist ein stark von John Locke beeinflusster, entschiedener Sensualist und Materialist. Alle Vorstellungen führt er zurück auf den Eindruck äußerer Gegenstände auf die Sinne des einzelnen Menschen. Helvétius geht von der Empfindlichkeit der Materie aus. Große Schwierigkeiten bereitete es ihm, den Übergang von der unbelebten zur belebten Materie zu erklären.

### Ethik
Alle Tätigkeit entspringt der angeborenen Selbstliebe, dem Streben nach sinnlicher Lust und der Abscheu vor sinnlicher Unlust. Der Nutzen bestimmt den Wert der Handlungen; da aber Nutzen und Schaden relative Begriffe sind, so gibt es keine unbedingt guten oder schlechten Handlungen. Der aufgeklärte Egoist erkennt, dass das Glück aller die Voraussetzung seines persönlichen Glücks ist.

### Politische Theorie
Der Aufklärer Helvétius geht von der fundamentalen Gleichheit aller Menschen aus und erteilte damit nicht nur allen Prätentionen des Adels eine Absage, sondern setzte sich auch für die Gleichberechtigung der Frauen ein. Zwar erkennt er das Recht auf Eigentum an, geht aber über die geistige Vorbereitung der bürgerlichen Gesellschaft hinaus. Die Ungleichheit suchte er durch ein striktes Erbrecht zu begrenzen.

### Religion
Helvétius vertritt einen rigorosen Atheismus. Der Glaube an Gott und Seele sei das Resultat des menschlichen Unvermögens, die Gesetze der Natur zu verstehen. Religion, insbesondere die katholische, halte die Menschen aus Herrschaftsinteressen absichtlich in diesem Zustand des Unwissens. Helvétius sieht im Gegensatz zu vielen seiner Zeitgenossen in der Religion keinen Stabilitätsfaktor, sondern eine Bedrohung der politischen Ordnung. Die Überschrift zum 2. Kapitel des siebten Abschnitts seines Werks Vom Menschen… lautet: „Vom religiösen Geist, der den Geist der Gesetzgebung zerstört“. Den Grund dieser zerstörenden Wirkung sieht Helvétius im „Interesse des Priesters“: „Ein untätiger Stand ist ehrgeizig: er möchte reich und mächtig sein und kann dies nur werden, indem er die Beamtenschaft ihrer Autorität und die Völker ihres Eigentums beraubt. Um sich dies beides anzueignen, stützten die Priester die Religion auf eine Offenbarung und erklärten sich selbst zu deren Interpreten. Ist man der Interpret eines Gesetzes, dann verändert man es nach eigenem Belieben. So wird man auf lange Sicht dessen Autor.“ Trotz dieser und vieler ähnlicher Aussagen beantwortet Helvétius die Frage nach dem Ursprung aller Religion gerade nicht mit einer Theorie vom Priesterbetrug; er erklärt sich die Religion aus dem Glücksstreben der Menschen. In vielen Kapiteln seines Werks erweist sich Helvétius als Gegner aller religiösen Intoleranz und als Vorkämpfer von Toleranz in der Gesetzgebung des bürgerlichen Staates.

## Kritik und Nachwelt

Postumes Porträt nach dem Stich von Saint-Aubin

Jean-Jacques Rousseaus Randbemerkungen seines Exemplars von De l’esprit sind überliefert. Wegen der Verfolgungen, denen Helvétius ausgesetzt war, verzichtete Rousseau auf eine öffentliche Kritik. Ohne Helvétius’ Namen zu nennen, setzte er sich im Émile mit ihm auseinander. Rousseau bestritt insbesondere, dass man das Urteil auf die Wahrnehmung zurückführen könne.
Denis Diderot lehnte die Reduktion aller Unterschiede der Begabung auf Erziehung und Umwelt ab.
Während der Französischen Revolution waren die Revolutionäre in Atheisten und Deisten gespalten. Der gläubige Maximilien de Robespierre veranlasste, dass Helvétius’ Büste, die in Versailles stand, zerstört wurde.
Der Frühkommunist François Noël Babeuf beschäftigte sich 1795 im Gefängnis mit Helvétius. Die Bedeutung Helvétius’ für den utopischen Sozialismus wurde schon von Karl Grün (Die soziale Bewegung in Frankreich und Belgien. Darmstadt 1845) erkannt.
Unter den Literaten des 19. Jahrhunderts war Stendhal am tiefsten von Helvétius beeinflusst.
Marx und Engels suchten in der Deutschen Ideologie zu begründen, warum die „Nützlichkeits- und Exploitationstheorie“ bei Helvétius und Holbach keinen unmittelbar ökonomischen Charakter, sondern den Status einer philosophischen Theorie annahm. Unter den Marxisten beschäftigte sich insbesondere Georgi Walentinowitsch Plechanow intensiv mit Helvétius. 1896 erschien seine Studie Holbach, Helvétius und Marx. Die Vorliebe der russischen Marxisten für die französischen Materialisten des 18. Jahrhunderts ist, darauf hat Anton Pannekoek in Lenin als Philosoph hingewiesen, auf vergleichbare gesellschaftliche Verhältnisse zurückzuführen. Auch in Russland war die Auseinandersetzung mit dem Feudalismus noch eine vordringliche Aufgabe.

## Ehrungen
Im Januar 1764 wurde er als auswärtiges Mitglied in die Preußische Akademie der Wissenschaften aufgenommen.

## Schriften
- Claude-Adrien Helvétius: De l’esprit. Durand, Paris 1758. (Neue Ausgabe 1843; moderne Ausgabe in: Corpus des œuvres de philosophie en langue française. Fayard, Paris 1988, ISBN 2-213-02023-X.)
  - Helvétius: Discurs über den Geist des Menschen. Übersetzt von Johann Christoph Gottsched. Siegert, Leipzig u. Lignitz 1759. (Mikrof. Sauer, München 1994, ISBN 3-598-50952-9.) (Digitalisat).
- Claude-Adrien Helvétius: De l’homme, de ses facultés intellectuelles et de son education. Zwei Bände, London 1772. (Moderne Ausgabe in: Corpus des œuvres de philosophie en langue française. Fayard, Paris 1989, ISBN 2-213-02389-1.)
  - Herrn Johann Claudius Hadrian Helvetius hinterlassenes Werk vom Menschen, von dessen Geistes-Kräften, und von der Erziehung desselben. Übersetzt von Christian August Wichmann. Meyer, Breslau 1774 (s. GBV). (Digitalisate der ersten Auflage von 1774: Band I – Band II) (Digitalisate der zweiten Auflage von 1785: Band I – Band II)
  - Claude-Adrien Helvétius: Vom Menschen, seinen geistigen Fähigkeiten und seiner Erziehung. Hrsg. v. Günther Mensching. Suhrkamp, Frankfurt am Main 1972 (neuere deutsche Auswahl-Ausgabe; fehlende Kapitel werden durch kurze Inhaltsangaben des Herausgebers ersetzt).
- Claude-Adrien Helvétius: Œuvres complettes. Vier Bände. Bassompierre, Lüttich 1774 (enthält nur De l’esprit und De l’homme).
- Claude-Adrien Helvétius: Œuvres complettes. Vier Bände. Clément Plomteux, „London“ (= Lüttich) 1776 (nur De l’esprit und De l’homme, mit einem Stich Henri-Joseph Godins nach dem Gemälde Louis Michel Van Loos, 1755).
- Claude-Adrien Helvétius: Œuvres complètes. Vier Bände. London 1777 (Digitalisat der Bibliothèque nationale de France).
- Claude-Adrien Helvétius: Œuvres complètes. Fünf Bände. Hrsg. Louis Lefebvre de La Roche. Briand, Paris 1794.
- Claude-Adrien Helvétius: Œuvres complètes. 14 Bände. Hrsg. Louis Lefebvre de La Roche. Didot, Paris 1795 (Digitalisat des ersten Bandes bei Gallica).
- Claude-Adrien Helvétius: Œuvres complètes. 3 Bände. Hrsg. Gerhardt Stenger, Paris, Champion, 2011–2020. Bd. 1: De l’esprit; Bd. 2: De l’homme; Bd. 3: Poésies, Recueil de notes, Correspondance.
- Claude-Adrien Helvétius: Correspondance générale. Hrsg. in fünf Bänden v. D. W. Smith. University of Toronto Press, Toronto 1981–2004, ISBN 0-8020-5517-6, ISBN 0-8020-5641-5, ISBN 0-8020-2778-4, ISBN 0-8020-4285-6, ISBN 0-8020-8991-7.
- Claude-Adrien Helvétius: Philosophische Schriften. Hrsg. v. Werner Krauss. Aufbau, Berlin und Weimar 1973 (Werkausgabe).